# Reconquista Tudor de Irlanda

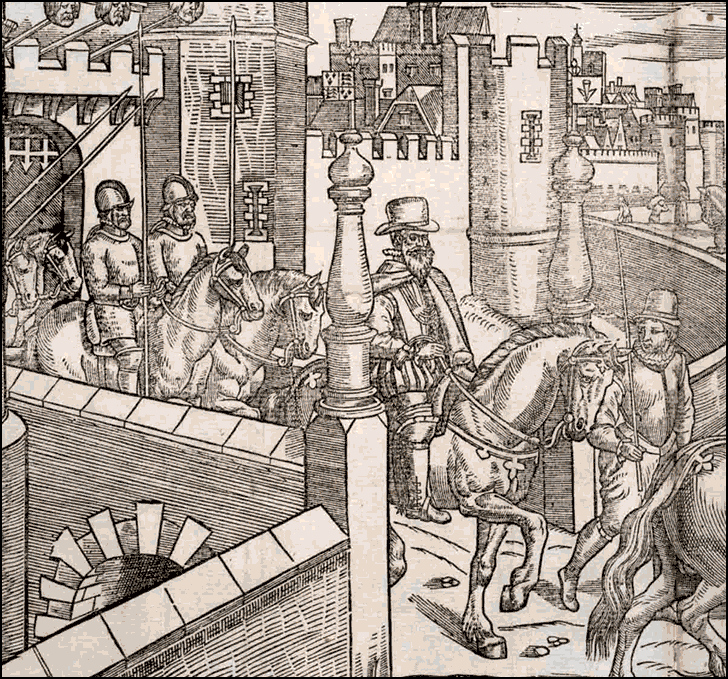
Henry Sidney, lord diputado de Irlanda durante el reinado de Isabel I, saliendo del Castillo de Dublín. Detalle de una ilustración titulada The Image of Irelande, por John Derrick. (Londres, 1581).

La reconquista Tudor de Irlanda fue realizada por la dinastía inglesa Tudor durante el siglo XVI. Tras la fallida rebelión contra la corona encabezada por la familia FitzGerald (Geraldines) en 1534-1537, Enrique VIII en 1542 fue proclamado rey de Irlanda por el Parlamento irlandés, con el objetivo de restaurar la autoridad central que se había perdido durante los doscientos años anteriores.
Este periodo se prolongó durante 60 años, alternando fases de negociación con auténticas campañas militares, hasta 1603, año en el que, finalmente, el país entero fue controlado por Jacobo I, y su consejo privado en Dublín. La «Fuga de los Condes» de 1607 contribuyó aún más a reforzar el dominio inglés.
El deseo de la corona de imponer al pueblo irlandés las leyes, lengua y costumbres inglesas, junto con la reforma protestante complicó notablemente la tarea. El imperio español intervino en numerosas ocasiones durante la Guerra anglo-española (1585-1604), y los irlandeses se encontraron frecuentemente atrapados entre su deber de obediencia al Papa y su lealtad al monarca de Inglaterra e Irlanda.
Tras la conquista, la Irlanda gaélica quedó totalmente destruida y los españoles abandonaron sus planes de intervención directa, lo que permitió el asentamiento masivo de colonos ingleses, escoceses, y galeses en lo que se ha conocido como colonización de Ulster.

## Irlanda en 1500
En 1500, la configuración territorial de Irlanda mostraba aún huellas de la incompleta invasión normanda, iniciada por los barones cambro-normandos en el siglo XII y continuada por Enrique II, Conde de Anjou, Duque de Normandía, y rey de Inglaterra entre 1154 y 1189. Muchos nativos habían sido expulsados de sus territorios, sobre todo en el este y sureste del país, y habían sido reemplazados por campesinos y trabajadores ingleses. En la costa este, el área situada entre los montes Wicklow al sur y Dundalk al norte (que incluía parte de los modernos condados de Dublín, Meath, Westmearh, Kildare, Offaly, Laois y Kilkenny), recibió el nombre de «la Empalizada». Protegida por fosos y murallas, la Empalizada era la única zona de la isla en que la cultura y el idioma inglés habían arraigado de forma significativa y el gobierno, situado en la antigua ciudad escandinava de Dublín, aplicaba la ley inglesa.
Fuera de la Empalizada, la autoridad del gobierno de Dublín era débil. Los barones hiberno-normandos y sus descendientes habían constituido feudos, pero no habían usado colonos ingleses como arrendatarios. Como resultado, durante los siglos XIV y XV, con las primeras rebeliones irlandesas, la invasión escocesa, los brotes de peste negra y la falta de interés por parte del gobierno de Londres, muchos de los territorios ocupados durante la invasión normanda habían regresado al control de los lores irlandeses. Incluso en algunos territorios controlados por las grandes dinastías de ingleses viejos de los Butler, los FitzGerald y los Burke, los gobernantes habían logrado una independencia efectiva, con ejércitos propios, ejerciendo sus propias leyes y adoptando el idioma y la cultura gaélica-irlandesa.
Tras el ostracismo al que habían sido relegados durante las etapas iniciales de la conquista, los irlandeses pudieron disfrutar de algo semejante a un renacimiento en los siglos XIV y XV. Considerables extensiones de terreno ocupadas por los ingleses, fueron abandonadas o invadidas nuevamente por los irlandeses, particularmente en el norte y en el centro de la isla. Entre los miles de dinastías irlandesas, destacan especialmente los O’Neill de Tyrone (Uí Néill) en el centro de Ulster —flanqueados al oeste por los O’Donell de Tyrconnell—, los O’Byrne y O’Toole en el condado de Wicklow, los Kavanagh en el condado de Wexford, los MacCarthy y los O’Sullivan en los Cork y Kerry y finalmente el señorío Ó Briain de Thomond en el condado de Clare. 
La mayoría de irlandeses gaélicos se mantenía al margen de la jurisdicción inglesa, hablaban irlandés y vivían según su propio sistema social, costumbres y leyes. Los ingleses se referían a ellos como «Los enemigos irlandeses de su majestad». En términos legales, nunca habían sido admitidos como súbditos de la corona, a pesar de que Irlanda no era formalmente un reino sino un señorío, título que era asumido por el monarca inglés en el  momento de su coronación. El auge de la influencia gaélica dio lugar a la promulgación de los Estatutos de Kilkenny en 1366, los cuales trataron en vano de prohibir muchas de las prácticas sociales que se habían desarrollado rápidamente como la exogamia, el uso del idioma irlandés y la vestimenta irlandesa. En el siglo XV el gobierno de Dublín fue incapaz de ejercer ningún tipo de presión fuera de la Empalizada, debilitado a causa de la guerra de las Dos Rosas.

## Enrique VIII
Hasta el año 1500, los monarcas ingleses habían delegado el gobierno de Irlanda en la poderosa dinastía hiberno-normanda de los Fitzgerald de Kildare, tratando de reducir al mínimo el coste administrativo de gobernar el territorio irlandés y proteger la Empalizada. El lord diputado del rey era el jefe de la administración y tenía su sede en el Castillo de Dublín, que carecía de corte formal y tenía una cuenta limitada para gastos públicos. En 1495, durante un parlamento convocado por el Lord Diputado sir Edward Poynings se aprobó la conocida como Ley de Poyning que imponía el estatuto legal inglés sobre toda Irlanda, subordinando de esta forma el parlamento irlandés al inglés.
Hasta 1531, los FitzGerald de Kildare ostentaron el cargo de Lord Diputado de forma continuada. Sin embargo, el apoyo prestado por los Kildare a la Casa de York, durante la guerra de las Dos Rosas, y la firma de tratados privados con potencias extranjeras, llevaron a la corona a otorgar el título de Lord Diputado a sus principales rivales, los Butlers de Ormonde, lo que motivó la rebelión inmediata de los FitzGerald. Enrique VIII ejecutó al cabecilla de la revuelta Thomas FitzGerald, conocido como Silken Thomas Fitzgerald, junto a varios de sus tíos y encarceló a Gearoid Og, jefe de la familia. El rey se vio obligado a buscar un sustituto para tratar de mantener la paz en Irlanda, protegiendo la Empalizada y cubriendo el vulnerable flanco oeste de Inglaterra ante una potencial invasión extranjera.
Con la ayuda de Thomas Cromwell, el rey llevó a cabo en Irlanda una política conocida como de Rendición y reconcesión. Esta nueva política extendía la protección real a toda la clase dirigente irlandesa sin discriminaciones de etnia; a cambio, todos los habitantes de Irlanda deberían obedecer las leyes del gobierno central y todos los jefes irlandeses tendrían que someterse oficialmente a la corona, tras lo que recibirían por Real Decreto los títulos de propiedad de sus tierras. La piedra angular de la reforma fue un estatuto aprobado por el parlamento irlandés en 1541, que establecía la transformación en reino del Señorío de Irlanda. En el fondo, la intención era atraer a las élites gobernantes en Irlanda al entorno de la corona, garantizando su fidelidad a los Tudor; para ello, se concedieron a estas élites títulos ingleses y se admitió, por primera vez, nobles gaélicos en el parlamento irlandés. Destacó especialmente la creación del condado de Tyrone, que fue creado para la dinastía Ui Neill en 1542. De forma muy acertada, el rey resumió sus esfuerzos de reforma como, "distanciamientos políticos y afables persuasiones".
En la práctica, los jefes gaélicos aceptaron sus nuevos privilegios pero continuaron gobernando sus territorios de la misma manera que lo habían hecho en el pasado. Para los Señores Irlandeses, el monarca inglés no era más que una especie de Lord Supremo. Sin embargo, la corona iba a aumentar progresivamente la presión a través del desarrollo de un estado centralizado que pronto entraría en conflicto con el sistema gaélico tradicional. La reforma religiosa de Enrique VIII, pese a que no se llevó a cabo de forma tan radical como en Inglaterra, provocó también tensiones, pero el lord diputado Anthony St Leger consiguió controlar la situación concediendo a los principales opositores las tierras confiscadas a los monasterios.

## Dificultades
Tras la muerte del rey, los sucesivos lores diputados de Irlanda comprobaron que establecer un gobierno centralizado era mucho más difícil que conseguir que los lores cumplieran sus pactos. La primera rebelión importante estalló en Leinster en 1550, cuando los O'Moore y los O'Connor fueron expulsados de sus territorios para dar comienzo a la colonización de los condados del Rey y la Reina, bautizados en honor a María I de Inglaterra y Felipe II de España y que corresponden a los actuales condados de Laois y Offaly. Durante la década de 1560, la intervención inglesa en la disputa sucesoria del clan O'Neill desencadenó una guerra entre el lord diputado Sussex y Shane O'Neill. Los jefes gaélicos continuaron con sus guerras privadas, ignorando al gobierno de Dublín y sus leyes. Como ejemplo, la Batalla de Affane en 1565, entre los Butler de Ormonde y los FitzGerald de Desmond, o la Batalla de Farsetmore en 1567, entre los O'Donnell y los O'Neill. Por otro lado, clanes como los O'Byrne y los O'Tool, prosiguieron sus ataques a la Empalizada. Pero los sucesos más violentos tuvieron lugar en Munster en las décadas de 1560, 1570 y 1580, cuando los Fitzgerald de Desmond encabezaron varias rebeliones contra el dominio inglés. Después de una campaña particularmente cruel, en la que se calcula falleció en torno a un tercio de la población, el asesinato del conde de Desmond en 1583 puso fin a la revuelta.
Las razones de esta violencia endémica fueron principalmente dos. La primera, la actitud agresiva y brutal de los administradores y soldados ingleses, que ejecutaron de forma ilegal a nobles y dirigentes nativos o confiscaron sus tierras de forma irregular.
En segundo lugar, la incompatibilidad entre la sociedad gaélica y la ley inglesa. Según las costumbres irlandesas, el jefe de clan era elegido de un pequeño grupo de linaje noble denominado fine. Sin embargo, durante el mandato de Enrique VIII, se impulsó el sistema hereditario de primogenitura, lo que provocó violentas disputas en los clanes irlandeses. Por último, importantes sectores de la sociedad irlandesa tenían intereses personales en eliminar la presencia inglesa, que amenazaba su forma de vida. Destacan entre estos los mercenarios (gallowglass) y los poetas irlandeses (file).

## Soluciones

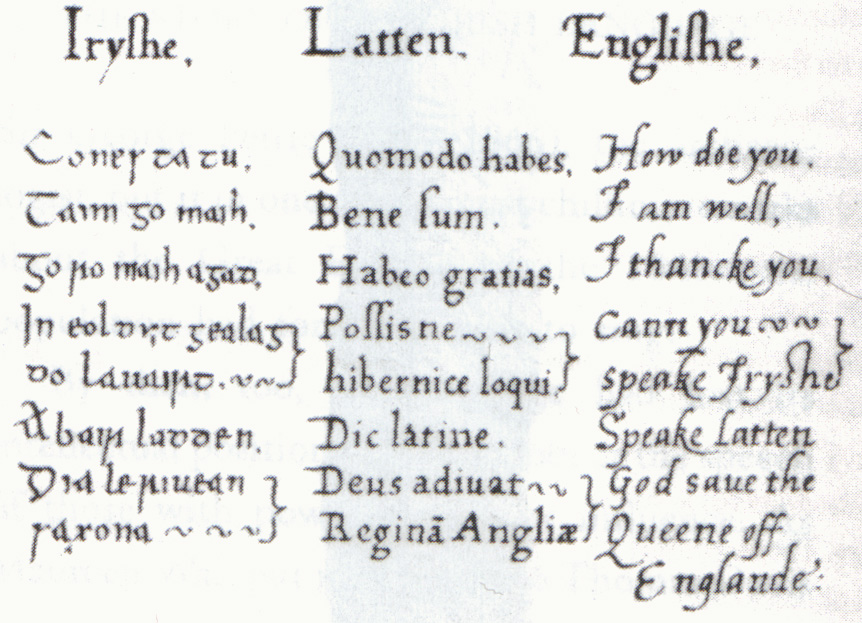
Libro de frases multilingüe compilado por Sir Christopher Nugent para Isabel I de Inglaterra.

Durante los reinados de María I e Isabel I, los ingleses trataron por todos los medios de pacificar Irlanda. Uno de los primeros métodos empleados fue la aplicación de un gobierno militar; así, se enviaron tropas a zonas conflictivas como los Montes Wicklow bajo el mando de comandantes denominados senescales. Los poderes del senescal eran los conferidos por la ley marcial, lo que les permitía autorizar ejecuciones sin juicio con jurado. Todos los habitantes de la zona gobernada por el senescal tenía que contar con algún tipo de reconocimiento por parte del Lord local, y los "hombres sin amo" podían ser asesinados. De esta manera, se esperaba que los lores irlandeses controlaran los asaltos realizados por sus propios seguidores. En la práctica, esto simplemente suscitó el antagonismo de los jefes locales.
El fracaso de esta política provocó que los ingleses buscasen soluciones a largo plazo para pacificar Irlanda. Una de estas soluciones fue la conocida como Composición, mediante la cual se abolieron los ejércitos privados y las provincias ocupadas por tropas inglesas fueron puestas bajo el mando Presidentes Provinciales. A cambio, se concedía exención fiscal a las principales familias, a la vez que se les reconocían derechos legales a recibir rentas de las familias subordinadas y arrendatarios. La imposición de este acuerdo estuvo marcada por una implacable violencia, particularmente en Connacht, donde los MacWilliam Burke se enfrentaron al presidente provincial inglés Richard Bingham, y su subordinado, Nicholas Malby. La interferencia del Lord Presidente de Munster fue una de las causas principales de las Rebeliones de Desmond. No obstante, este método tuvo éxito en otras zonas, como en Thomond, donde recibió el apoyo de la dinastía gobernante O'Brien. 
La segunda solución a largo plazo fue la Colonización, que consistía en el establecimiento de asentamientos ingleses en zonas del país, con el propósito de que los colonizadores se mantuviesen leales a la corona y llevasen el idioma inglés y la cultura británica a la isla. Las colonizaciones se habían intentado en los años 1550 en los condados de Laois (conocido también como "condado de la reina" en honor a María I) y Offaly, y nuevamente en Antrim en 1570, con un éxito limitado en ambas ocasiones. Sin embargo, con el despertar de las Rebeliones de Desmond, grandes extensiones de tierra en Munster fueron repobladas con ingleses durante la colonización de dicha provincia. La mayor concesión de tierras fue entregada a Walter Raleigh, que se las vendió a Richard Boyle, quien posteriormente se convirtió en Conde de Cork y en el súbdito más poderoso de principios del periodo Estuardo.
Tras un periodo neutral entre 1558 a 1570, el Papa Pío V declaró a Isabel I hereje en la bula como "Regnans in Excelsis". Esto complicó la actuación inglesa, ya que la autoridad de la reina para gobernar fue denegada y los católicos consideraban que sus oficiales estaban actuando fuera de la ley. La mayoría de irlandeses se mantuvo dentro de la fe católica y la bula dio a los administradores protestantes una nueva razón para acelerar la conquista. La Segunda rebelión de Desmond entre 1579 y 1583 contó la intervención de numerosos efectivos enviados por el papado. Después de que se estableciese la contrarreforma católica y la inquisición, la religión se convirtió en un nuevo indicador de lealtad a la administración.
De hecho, la perspectiva de confiscación de las tierras aumentó aún más la indignación de los irlandeses. No obstante, esta indignación no se limitaba a los gaélicos irlandeses: también a aquellos que reclamaban ser descendientes de los conquistadores originales bajo el reinado de Enrique II de Inglaterra, ahora llamados ingleses viejos, para distinguirlos de los muchos administradores, capitanes y colonizadores (ingleses nuevos) que estaban llegando a Irlanda. Por lo tanto, el compromiso ferviente hacia el catolicismo estaba ganando influencia mayoritariamente en la comunidad de ingleses viejos.

## Crisis
El punto crucial de la conquista isabelina de Irlanda llegó cuando las autoridades inglesas intentaron extender su autoridad sobre el Ulster y sobre Hugo O'Neill, el más poderoso Lord irlandés de su época. Inicialmente parecía que O'Neill apoyó la acción inglesa contra el clan Maguire que había gobernado el Condado de Fermanagh. Sin embargo, en 1595, O'Neill se unió a los rebeldes durante la guerra de los nueve años, que se desarrolló principalmente en el Ulster; O'Neill no quería llegar a acuerdos con la autoridad inglesa, sino eliminarla. En términos más amplios, fue parte de la Guerra anglo-española que tuvo lugar  entre 1585 y 1604. O'Neill consiguió la ayuda de varios jefes gaélicos a lo largo de Irlanda, aunque el respaldo más significativo fue el brindado por el gobierno español, cuyo rey, Felipe III de España envió un ejército de 4.000 hombres que fue derrotado en la Batalla de Kinsale en 1601, que marcó el principio del fin. Después de esta derrota, las tropas O'Neill fueron de derrota en derrota hasta que, a principios de 1603 la guerra finalizó, y la autoridad de la corona fue gradualmente establecida en Irlanda. O'Neill y sus aliados fueron tratados con generosidad, considerando el alcance de la rebelión, pudiendo recuperar sus títulos y propiedades. Años más tarde, O'Neill y algunos de sus partidarios abandonaron Irlanda en la «Fuga de los Condes»; el gobierno inglés, temiendo que estuviesen planeando un nuevo levantamiento, proclamó traidor a O'Neill y ordenó la confiscación de sus territorios en el Ulster e iniciando la conocida como Colonización del Ulster.

## Resultados
El primero y más importante resultado de la conquista fue el desmantelamiento de la estructura de clanes y el establecimiento de un gobierno central sobre toda la isla. La cultura irlandesa, las leyes y el idioma fueron reemplazados, y muchos jefes nativos perdieron sus tierras y su poder. Miles de colonos ingleses, escoceses, y galeses fueron introducidos en el país, y la administración de la justicia fue impuesta de acuerdo con la ley común inglesa y los estatutos del parlamento irlandés.
Durante el siglo XVI, las cuestiones religiosas fueron ganando importancia. Rebeldes como James Fitzmaurice Fitzgerald y Hugh O'Neill pidieron y recibieron ayuda de las potencias católicas de Europa, justificando sus acciones por motivos religiosos. Sin embargo, la comunidad de la Empalizada y muchos de los lores irlandeses no los consideraron genuinamente motivados por la religión. A comienzos del siglo XVII, el país se polarizó entre católicos y protestantes, especialmente después del asentamiento de una gran población inglesa en Irlanda y de escoceses presbiterianos en Ulster. (Véase Colonización del Ulster).
Bajo el reinado de Jacobo I, tras el descubrimiento de la Conspiración de la pólvora en 1605, se prohibió a los católicos el ejercicio de cargos públicos, y en Irlanda se sofocó rápidamente una nueva rebelión en 1608. Así, los irlandeses gaélicos y los ingleses viejos se definieron asimismo como católicos en oposición de los ingleses nuevos protestantes. Sin embargo, los nativos irlandeses (tanto gaélicos como ingleses viejos) siguieron siendo los terratenientes mayoritarios en el país hasta la Rebelión irlandesa de 1641. Tras las Guerras confederadas de Irlanda y la posterior invasión de Cromwell en 1650, los "ingleses nuevos" protestantes dominaron el país, y después de la Revolución Gloriosa de 1688 y la guerra Guillermita de Irlanda sus descendientes formaron la conocida como ascendencia.